# Arte románico

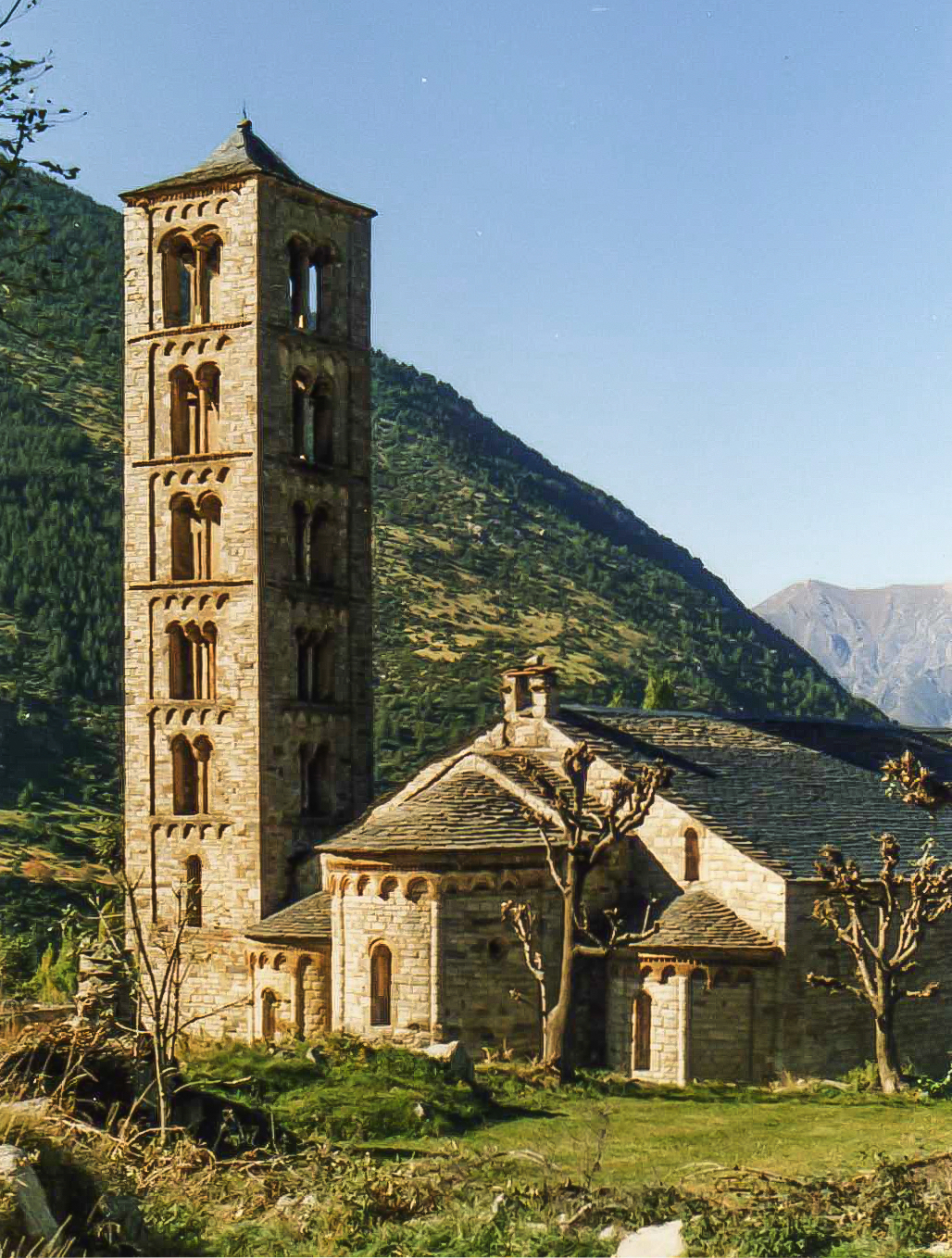
San Clemente de Tahull

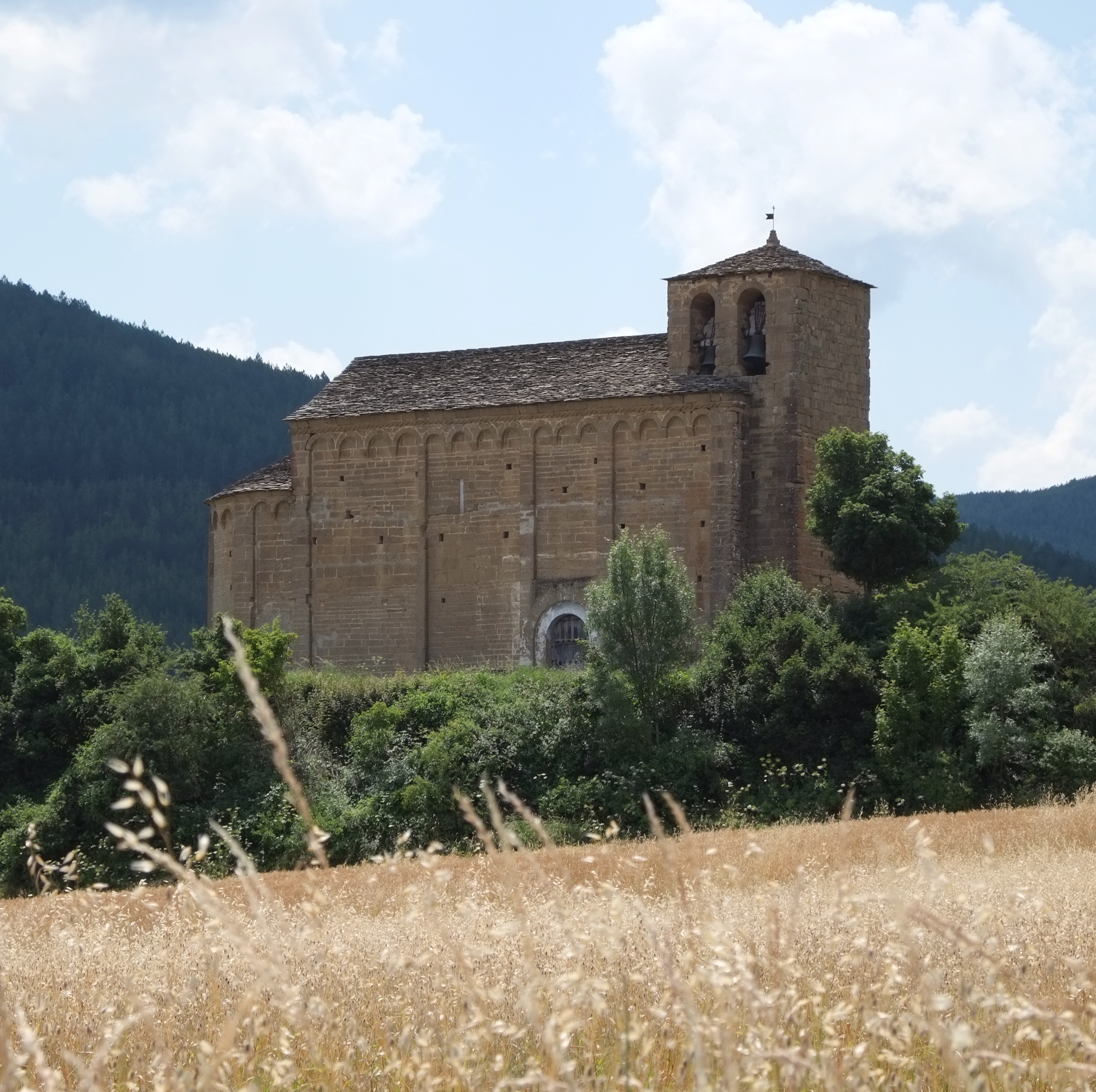
Iglesia de los Santos Julián y Basilisa, en Bagüés

El arte románico fue el estilo artístico predominante en la Europa Occidental cristiana durante los siglos XI, XII y parte del XIII.
El arte románico fue el primer gran estilo claramente cristiano y europeo que agrupó a las diferentes opciones que se habían utilizado en la temprana Edad Media (romana, prerrománica, bizantina, germánica y árabe) y consiguió formular un lenguaje específico y coherente aplicado a todas las manifestaciones artísticas. No fue producto de una sola nacionalidad o región, sino que surgió de manera paulatina y casi simultánea en España, Francia, Italia, Alemania y en cada uno de esos países surgió con características propias, aunque con suficiente unidad como para ser considerado el primer estilo internacional, con un ámbito europeo.
Surge como consecuencia de la prosperidad material y de la renovación espiritual que inspiró la construcción de gran número de iglesias y de edificios religiosos. Las primeras construcciones se hicieron en Lombardía, Borgoña y Normandía. Desde allí se difundió por toda Europa, debido a:
- Expansión de las órdenes religiosas (Cluny y Císter) que construyen monasterios. Estos son fuente de riqueza y centro cultural y urbano de la sociedad.[5]
- Las peregrinaciones (en España el románico se introduce a través del Camino de Santiago).[6]
- Aumento de la influencia de la iglesia.

Debido a las relaciones entre religiosos y nobles, los reyes, nobles, obispos y abades de los monasterios impulsaron la construcción de las grandes iglesias y a veces eran aldeanos quienes las costeaban y construían. Las obras las realizaban artesanos especializados como arquitectos, picapedreros, pintores, etc. El arte románico fue sobre todo un arte religioso, que reflejaba los valores de la nueva sociedad feudal, que a la vez era guerrera y cristiana.

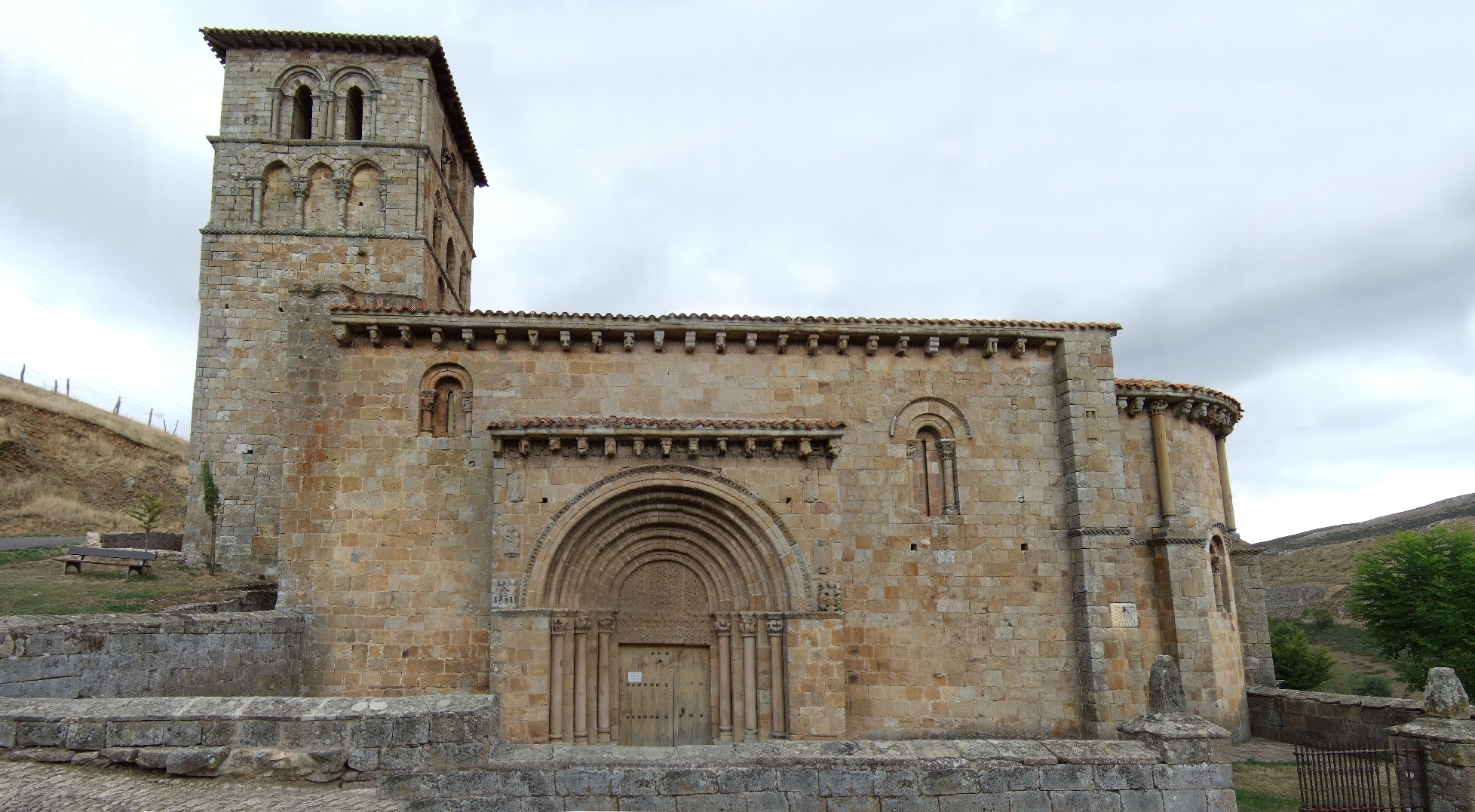
Colegiata de San Pedro de Cervatos, Cantabria

## Cuestión terminológica
El término «románico», como concepto que define un estilo artístico, lo utilizó Charles de Gerville por primera vez en 1820 considerando con este término todo el arte que se realiza anterior al estilo gótico desde la caída del Imperio romano; y por analogía al término ya conocido de lenguas románicas, el arte románico sucedía al arte antiguo tal y como las lenguas románicas eran las sucesoras del latín.
Posteriormente, la acepción de arte románico se fue restringiendo y pasó a designar el arte desarrollado en Occidente entre los siglos XI y XII, aunque todavía hoy siguen las controversias para determinar con exactitud la amplitud de espacio y tiempo que abarca este estilo.

## Diversidad geográfica y cronológica
Durante el siglo XX diferentes estudios y eruditos han defendido que el románico nació en España, en la actual Ampurdán, y en el Rosellón francés durante el siglo IX, momento en el que surgieron los condados catalanes. Es el caso de Alexandre Deulofeu en su obra académica El Empordá, cuna del arte románico publicada el 1961, donde defiende que las capillas e iglesias mas antiguas de Europa y plenamente románicas se ubican en esta región. El 1972 un grupo de profesores de la Historia del Arte de la Universidad Complutense de Madrid publicaron Tesoros artísticos de España, donde decían: "Aparecieron a ambos lados de la frontera natural de los Pirineos pequeñas construcciones que presentaban las características románicas y que han sido bautizadas como «el primer arte románico»". También José Gudiol escribió en su obra The Arts of Spain que "Las primeras construcciones románicas se iniciaron en la zona pirinaica antes del año 1000".

## Contexto político y religioso
Desde el siglo X, una serie de acontecimientos históricos posibilitaron la renovación y expansión de la cultura europea: la subida al trono de Francia de los Capetos, la consolidación y difusión del cristianismo, el inicio de la Reconquista en la península ibérica y, fundamentalmente, el cimiento de las lenguas románicas, son los hitos que marcaron este resurgimiento.
Alrededor del año 1000, una expansión generalizada en los ámbitos económico y cultural propició un importante crecimiento demográfico en las sociedades occidentales, roturándose nuevas tierras y abriéndose antiguas rutas de comercio, que posibilitarán los caminos de peregrinación. Toda Europa se vio invadida por una auténtica fiebre constructiva; se había conseguido formular un arte capaz de representar a toda la cristiandad: el románico.
En la definición de este primer arte europeo, es fundamental la reforma monacal que realizó la orden cluniacense como resultado de una revisión en profundidad de las comunidades benedictinas. El monasterio de Cluny, fundado en el año 930, se convierte en el gran centro difusor de la reforma, alcanzando rápidamente una gran expansión y consiguiendo, a través de sus monasterios, que el arte románico se difundiera por todo el mundo cristiano europeo. Antes de que la orden de Cluny capitalizara y extendiera, el románico ya se había desarrollado en Italia, en la región de Como: el llamado románico lombardo o primer románico, concepto debatido, debido a Puig i Cadafalch, que se aplica a su extensión a los reinos hispano-cristianos, especialmente al románico catalán y el románico aragonés, con menor incidencia en el románico castellano y leonés.

## Arquitectura
Los edificios románicos se caracterizan por el uso del arco de medio punto y la bóveda de cañón, así como por sus gruesos muros, en los que existen pocas ventanas. Por este motivo, sus interiores son oscuros para lograr el recogimiento de los fieles. En España destaca la catedral de Santiago de Compostela, donde sobresalen las esculturas del Pórtico de la Gloria.

## Escultura
La escultura románica narra acontecimientos religiosos con el fin de enseñar pasajes de la Biblia a los fieles, que en su mayor parte eran analfabetos. Son importantes los relieves realizados en los capiteles de las columnas y en los pórticos de las iglesias. Las figuras representadas se caracterizan por su rigidez y falta de expresión.

## Pintura

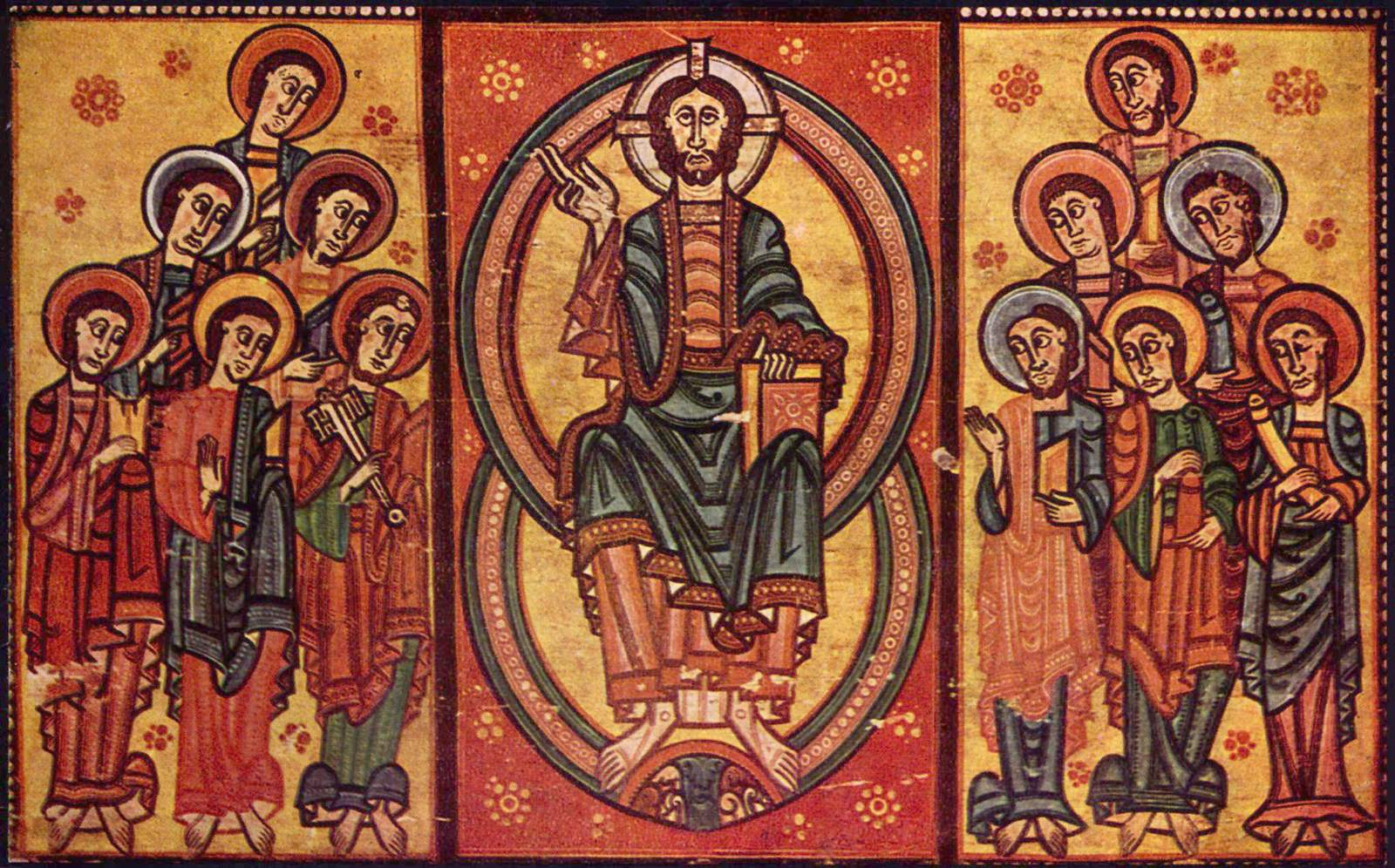
Frontal de la Seo de Urgel.

La pintura de época románica solía realizarse sobre la pared, al fresco. Se utilizaba un dibujo de trazo grueso, con contornos negros. Los colores son puros (sin mezclar) y planos. Las figuras se disponen de forma paralela y frontal y carecen de volumen. Además del fresco, también son un elemento importante de la pintura románica las miniaturas que se realizaban para ilustrar libros.

## Románico ibérico

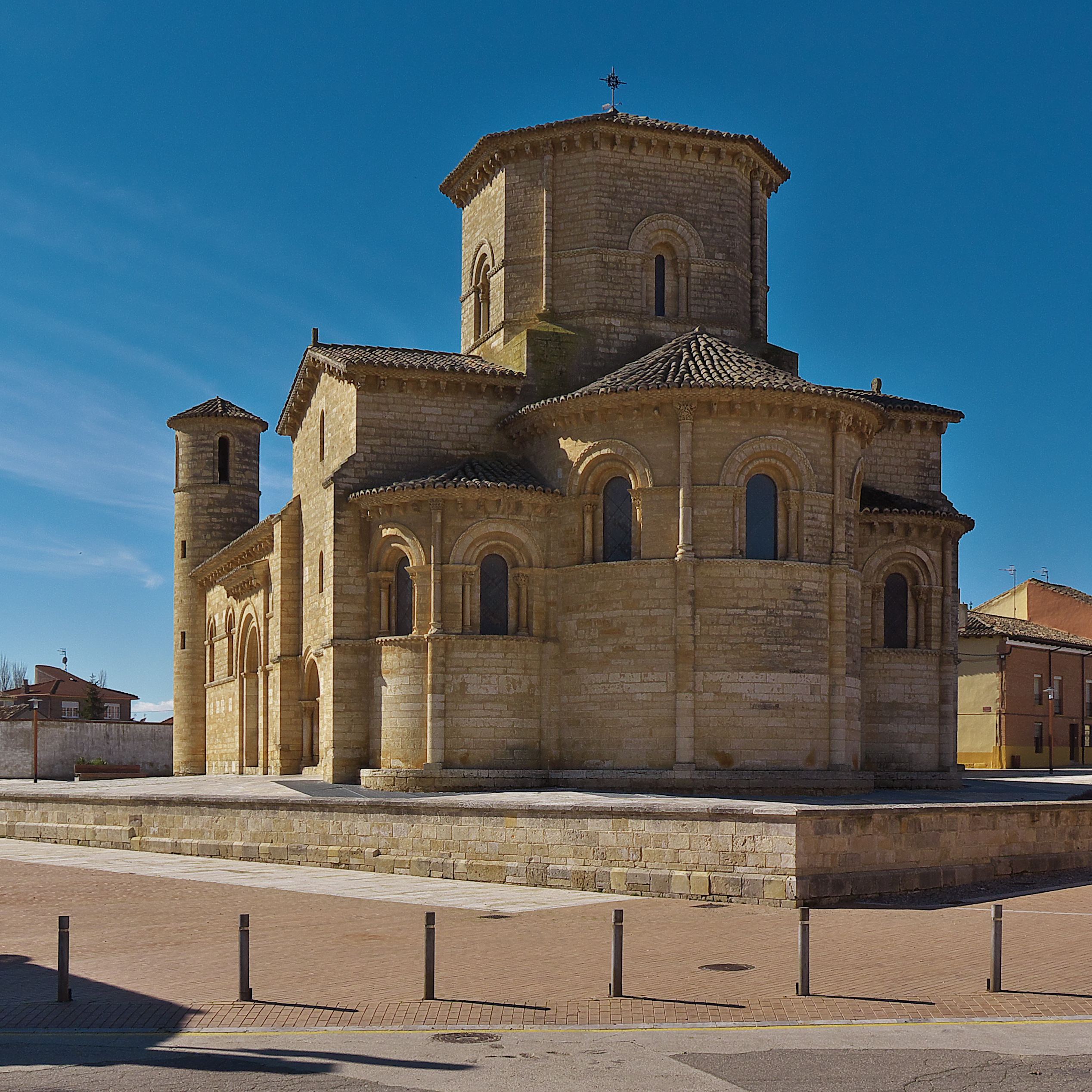
Iglesia de San Martín de Frómista

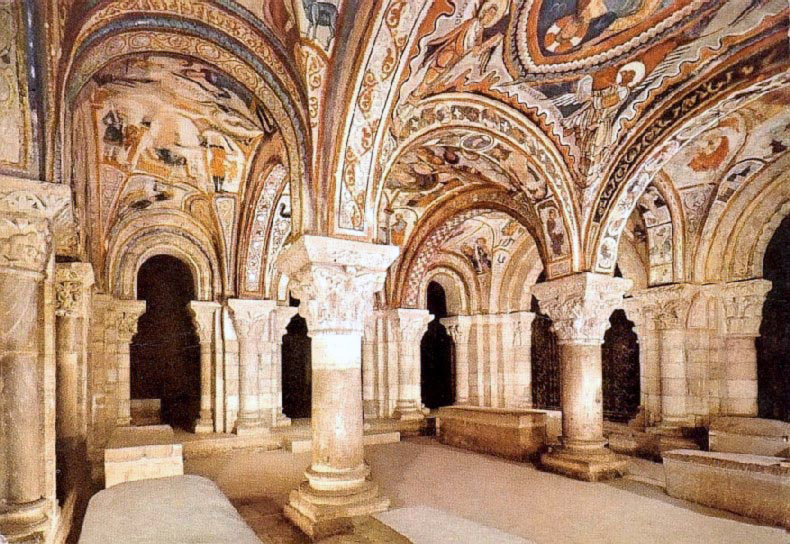
Panteón de los Reyes de la Basílica de San Isidoro de León

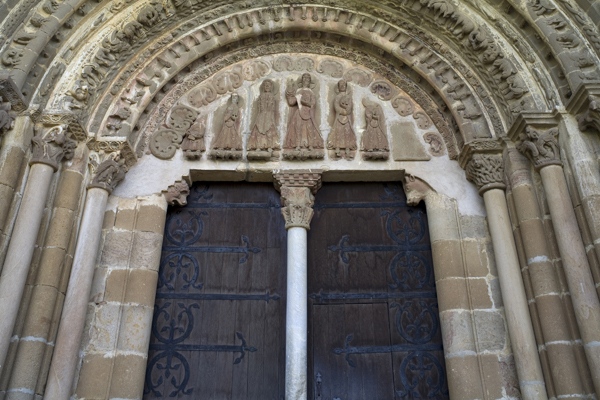
Porta Speciosa del Monasterio de Leyre

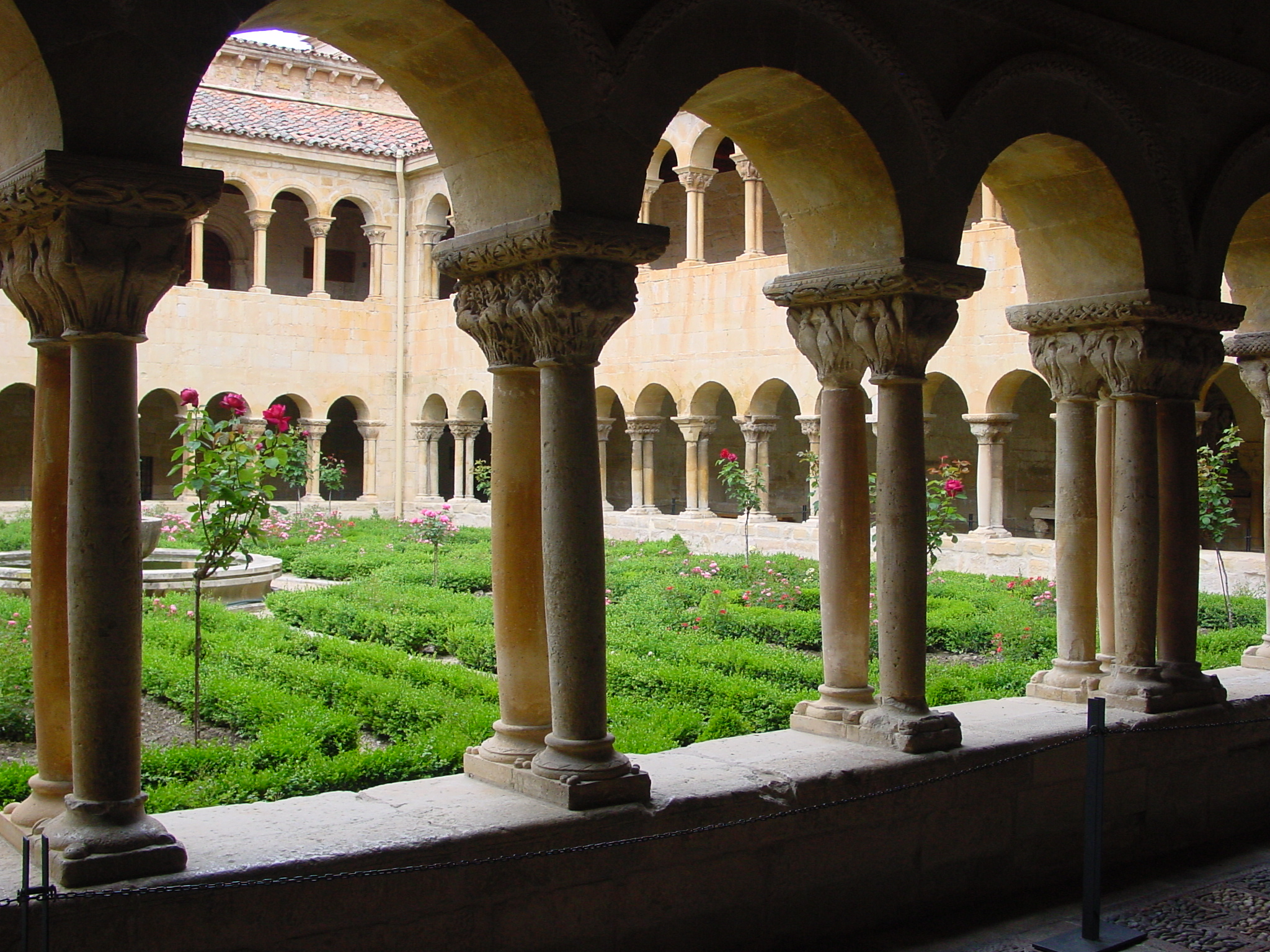
Claustro del monasterio de Santo Domingo de Silos

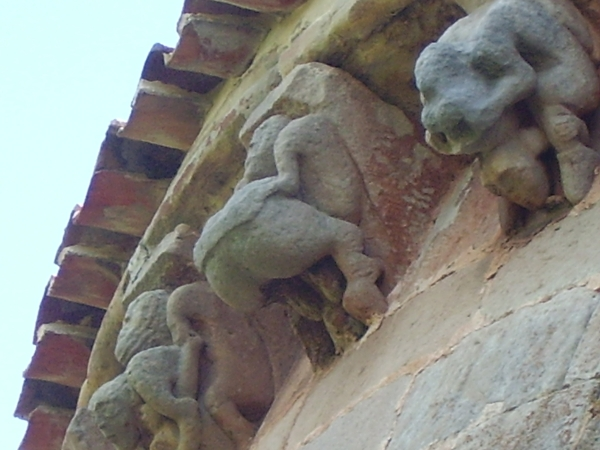
Canecillos de la iglesia de San Juan Bautista de Villanueva de la Nía

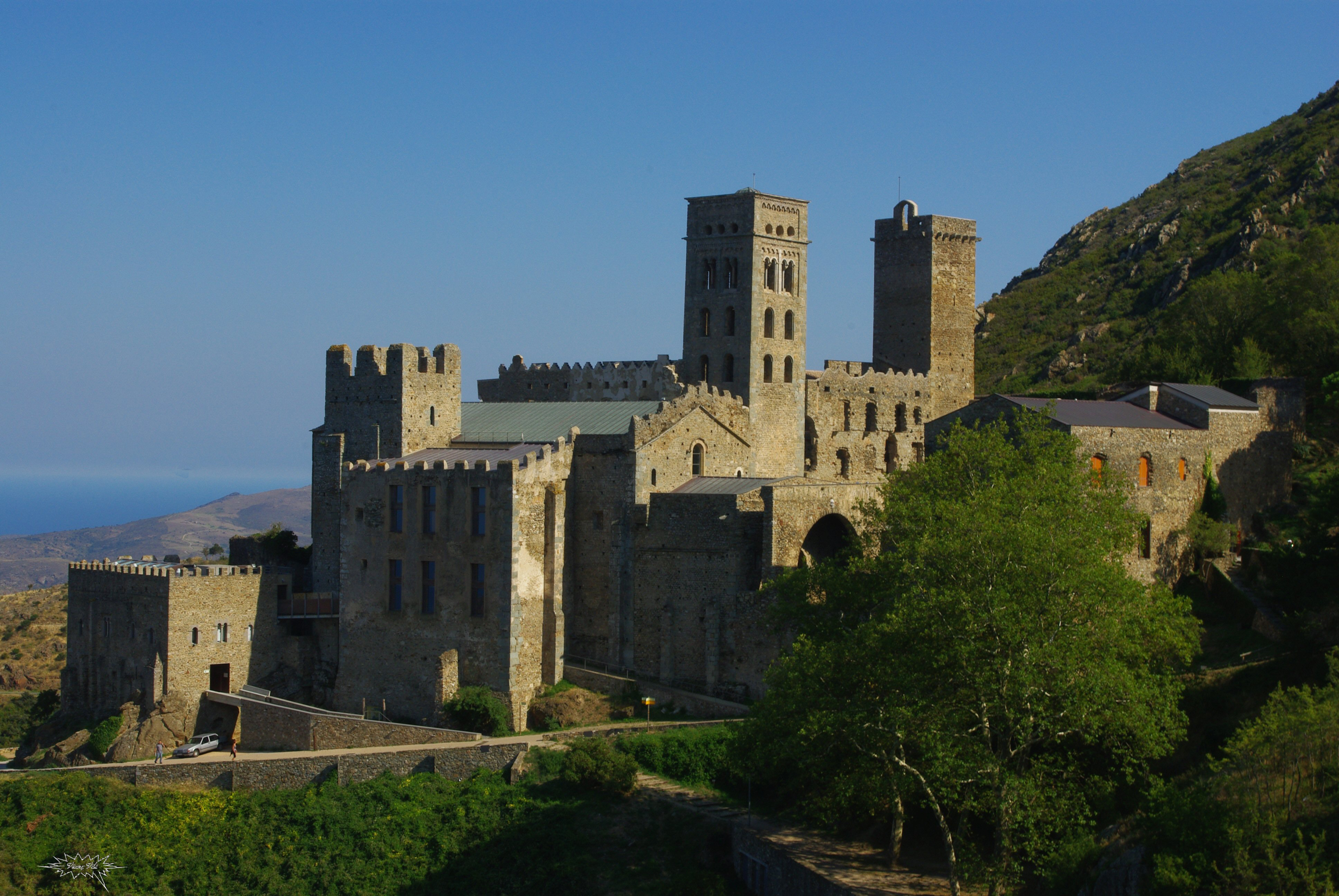
Monasterio de Sant Pere de Roda

En los condados catalanes se hicieron los primeros abovedamientos de las iglesias de la península. Algunas características del importante arte románico catalán son:
- Empleo del arco de medio punto.
- Piedra escuadrada, pero no pulida.
- Cabeceras de semitambor adornadas con arquillos y bandas rítmicamente dispuestas (arcos o bandas lombardas).
- Los templos se cubren con bóvedas pétreas de cañón y horno.[4][15]
- Las naves son más amplias y elevadas, al menos en comparación con antiguos edificios prerrománicos.
- Se emplean los pilares como sustentación.
- No hay figuración escultórica.

La época dorada del estilo por su calidad y belleza (románico pleno), se extiende en la última mitad del siglo XI y la primera del XII, procedente de Francia y transmitido fundamentalmente a través del Camino de Santiago. Floreció en el reino de Castilla, sobre todo.
- Escultura en fachadas.
- Puertas monumentales.
- Ventanas de medio punto con abocinamiento.
- Canecillos soportando los aleros, a menudo decorados.

Durante la segunda mitad del siglo XII y siglo XIII, a medida que las soluciones arquitectónicas se afianzan y mejoran, surge el tardorrománico. Una de sus expresiones es el llamado arte cisterciense, que se expande con las abadías de la orden del Císter, expresando las concepciones estéticas y espirituales de Bernardo de Claraval (ausencia de ornamentación y reducción a los elementos estructurales).
El románico floreció en los territorios cristianos, al amparo de la ruta de peregrinación jacobea. El románico español es uno de los más ricos y variados de Europa. Son particulares los influjos islámicos, franceses, lombardos y visigodos que se amalgamaron para crear un estilo propio. Muchos y muy importantes son los monumentos que se conservan, destacándose dos focos principales, centrados en Castilla y Aragón. Sin duda, la obra fundamental del románico hispano es la Catedral de Santiago de Compostela, modelo de iglesia de peregrinación, con conjuntos escultóricos (Pórtico de la Gloria) de entre los más singulares de Occidente.
A lo largo del Camino de Santiago fueron surgiendo algunos de los hitos románicos en suelo español, como la catedral de Jaca, San Martín de Frómista o San Isidoro de León. Desde allí irradiaría el estilo a zonas más alejadas, expandiéndose por todo el norte peninsular.
En la actualidad, varios de los mejores conjuntos románicos de España se concentran en Castilla y León:
- El románico de Palencia (candidato a ser declarado Patrimonio de la Humanidad),[2] destacando la comarca de Aguilar de Campoo,[16][6][1] con multitud de iglesias rurales de pequeño tamaño y características unitarias, entre las que se pueden citar la ermita de Santa Eulalia de Barrio de Santa María, la iglesia de Santa Cecilia de Vallespinoso de Aguilar), las iglesias de Revilla de Santullán, Matalbaniega, Valberzoso, San Cebrián de Mudá, Cillamayor y el Monasterio de Santa María la Real y la ermita de Santa Cecilia en el mismo Aguilar de Campoo.[2][17] Más al norte, en la región de La Pernía se encuentra una de las joyas del románico palentino, la iglesia de San Salvador de Cantamuda. En la región de la Ojeda destacan la iglesia de San Juan de Moarves de Ojeda, el Monasterio de Santa Eufemia de Cozuelos, las dos iglesias de Perazancas de Ojeda y el Monasterio de San Andrés de Arroyo, especialmente su claustro. Al sur de la provincia, en pleno Camino de Santiago, se encuentran la iglesia de San Martín de Frómista, uno de los monumentos más completos del románico europeo, la iglesia de Santiago de Carrión de los Condes, con un destacado friso románico, y la iglesia de Santa María del Camino o de las Victorias, también en Carrión.[2] La provincia de Palencia cuenta con el mayor número de iglesias románicas de España y de Europa.[1][6]
- La Real Basílica de San Isidoro de León está considerado uno de los mejores conjuntos románicos de España. Contiene la llamada Capilla Sixtina de este estilo: el Panteón de los Reyes, decorado con un importantísimo ciclo pictórico.
- La ciudad de Zamora, con una veintena de monumentos románicos, desde el siglo XI al XIII, incluyendo la Catedral, con su original cimborrio.
- La ciudad de Ávila, con decenas de monumentos románicos, destacando la basílica de san Vicente; la Unesco declaró los monumentos románicos de la ciudad Patrimonio de la Humanidad.
- El llamado grupo de los Cimborrios del Duero; lo componen la Catedral de Zamora, la Catedral Vieja de Salamanca, la Colegiata de Toro, y la catedral vieja de Plasencia.[18]
- La ciudad de Segovia cuenta con un destacable conjunto de iglesias, destacando las características torres y pórticos que singularizan el Románico segoviano.[19]
- El románico de la sierra de la Demanda comprende una serie de monumentos religiosos que se encuentran en la zona de la Sierra de la Demanda en las provincias de Burgos y La Rioja; entre ellos destaca el monasterio de santo domingo de Silos con un magnífico claustro.
- La ciudad de Soria conserva algunos conjuntos interesantes: el claustro de la concatedral de san Pedro, la iglesia de Santo Domingo, la iglesia de San Juan de Rabanera y, sobre todo, las ruinas del monasterio de San Juan de Duero.[20]

En los condados catalanes, el románico tendrá características propias. De influencia lombarda, crearán las bóvedas de cañón en las naves con arcos ojivales en los espacios menores y en las cúpulas. El primer periodo está marcado por la austeridad que dará paso a la majestuosidad.
- Monasterio de Sant Pere de Rodes, uno de los más antiguos monumentos románicos de España.
- Monasterio de Sant Llorenç del Munt.
- Monasterio de Sant Cugat de San Cugat del Vallés.
- Iglesia de San Vicente de Cardona.
- La catedral de Gerona, remodelada en época gótica.
- Las Iglesias románicas del Valle de Bohí situadas en la comarca de la Alta Ribagorza, (Provincia de Lérida) y declaradas Patrimonio de la Humanidad, destacando sus pinturas al fresco que se conservan en el Museo Nacional de Arte de Cataluña.

## Románico francés

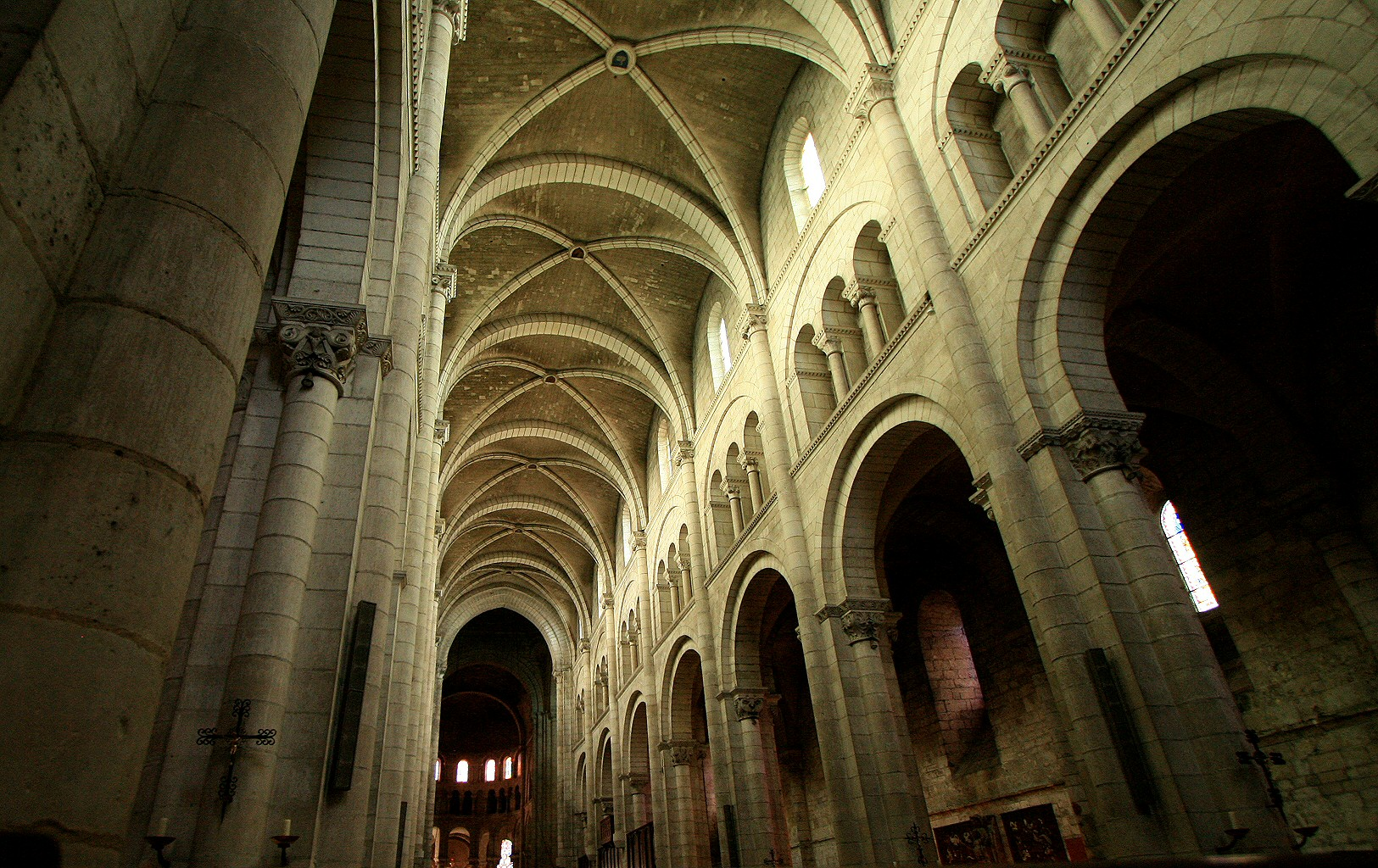
Interior de la iglesia de la abadía de Notre-Dame de Fontgombault

El románico alcanzó gran vigor y difusión gracias al monasterio de Cluny (desaparecido en su mayor parte), centro irradiador del nuevo arte. Surgieron varias escuelas o centros artísticos, cada uno con características particulares y propias. Algunos de los monumentos más destacados son:
- La basílica de Saint-Sernin de Toulouse, representante del arte románico auvernés.
- La iglesia abacial de santa Fe de Conques.
- La basílica de la Magdalena, en Vézelay.
- San Trófimo, en Arlés, destacable por su conjunto escultórico.
- La Catedral de San Pedro de Angulema, en Angulema.
- Notre-Dame-la-Grande, en Poitiers.
- La Abadía Notre-Dame de Fontgombault.
- La Abadía de Saint-Savin-sur-Gartempe, con uno de los conjuntos pictóricos más relevantes del románico francés.

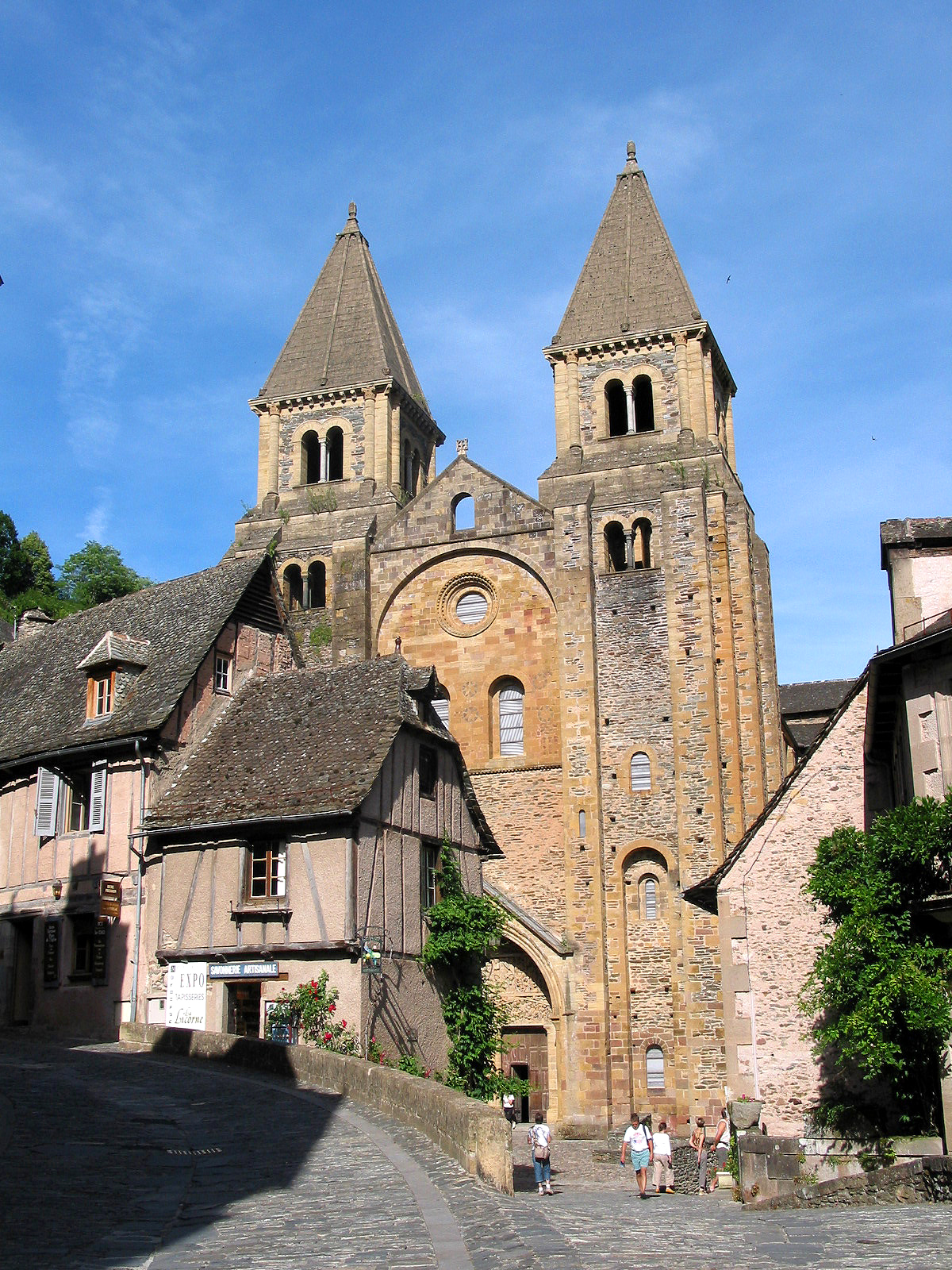
Iglesia abacial de Sainte-Foy
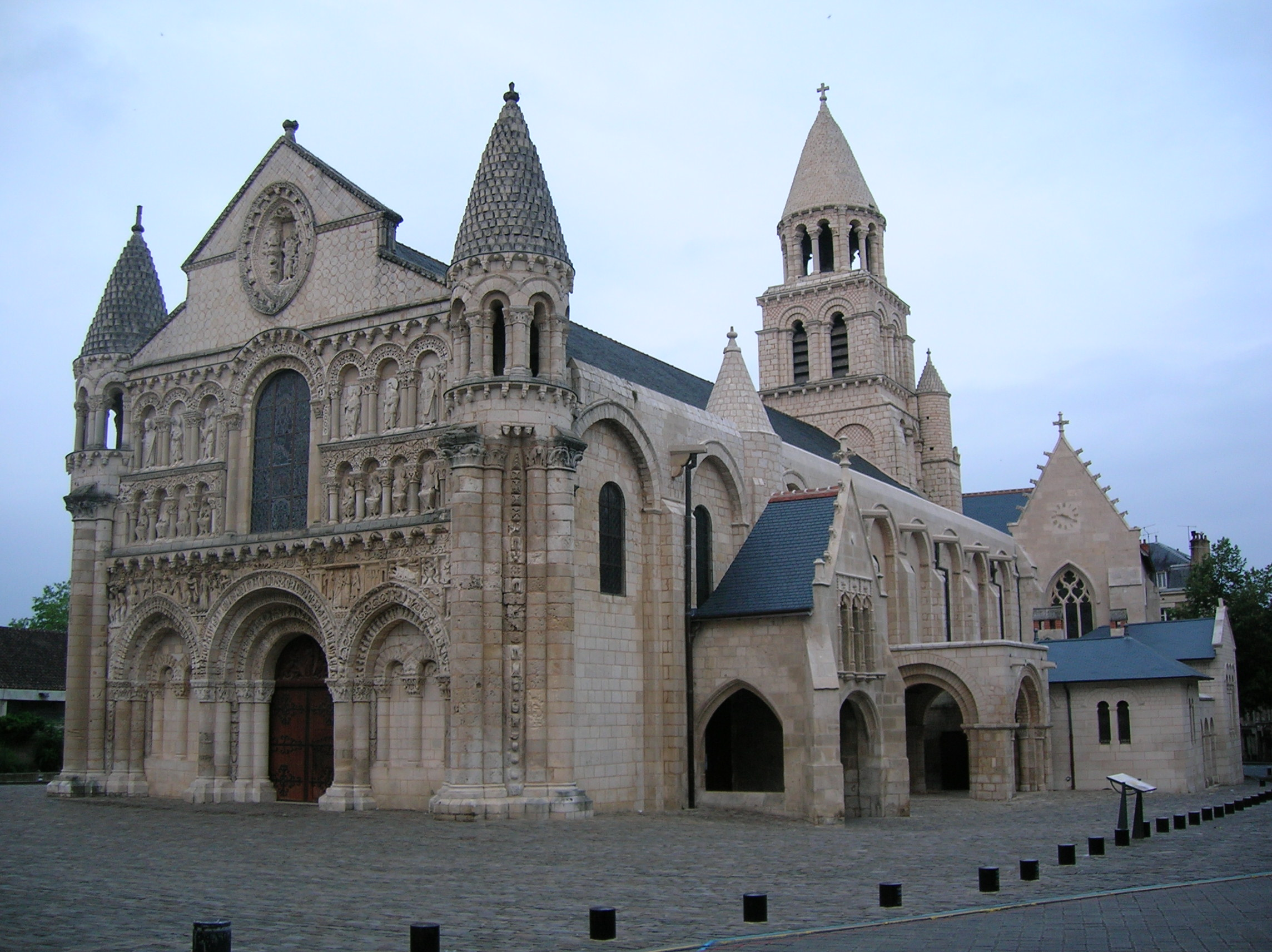
Notre Dame la Grande
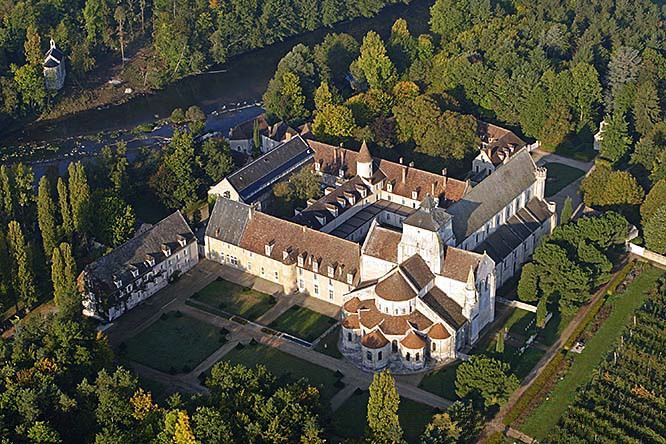
Abadía Notre-Dame de Fontgombault
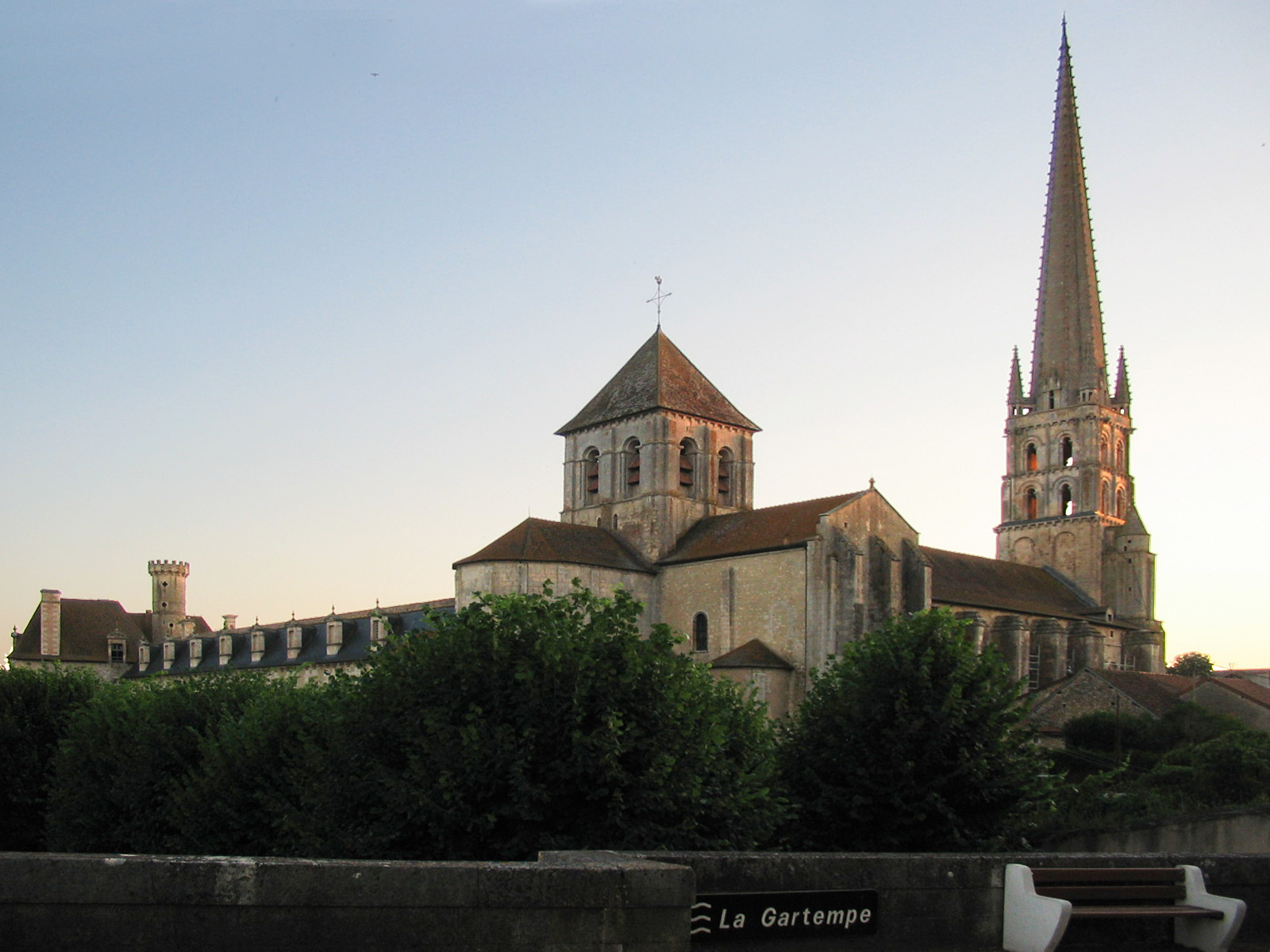
Abadía de Saint-Savin-sur-Gartempe

## Románico alemán
El románico siguió la estela del arte otoniano, creando conjuntos arquitectónicos de gran monumentalidad, muchos de los cuales aportan soluciones completamente novedosas, como la solución de «doble cabecera» o Westwerk. Podemos citar entre los más señeros:
- Las catedrales de Worms, Maguncia y Espira.

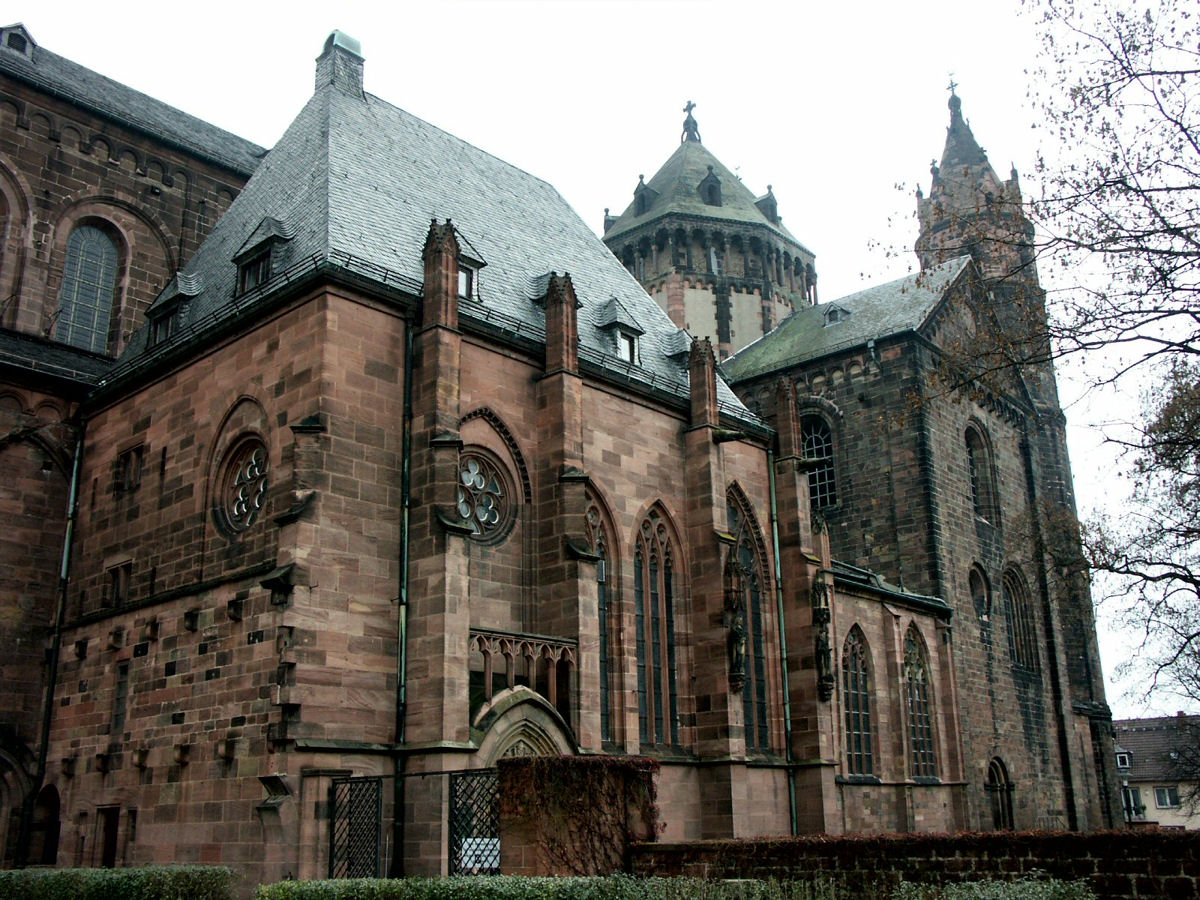
Catedral de Worms
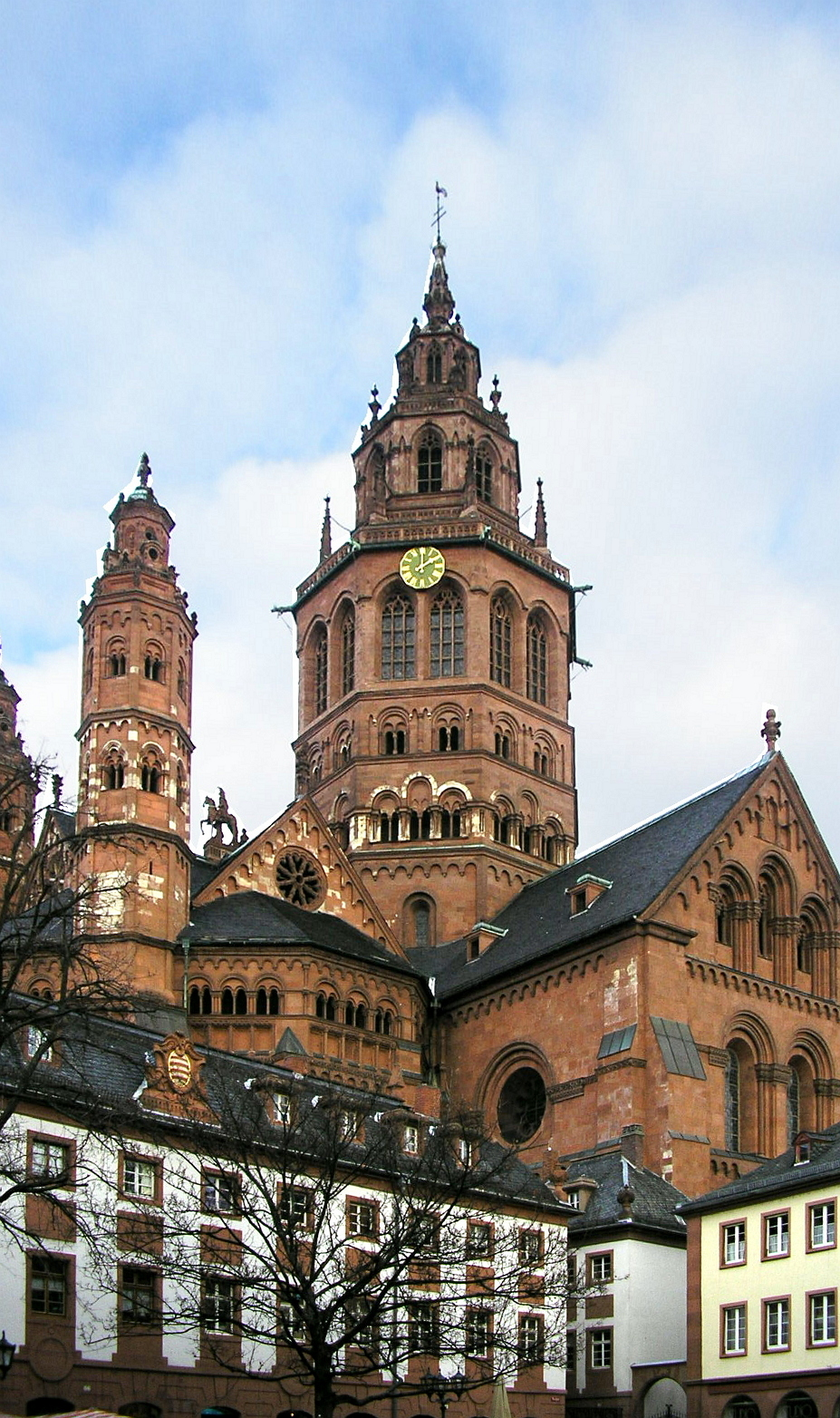
Catedral de Maguncia
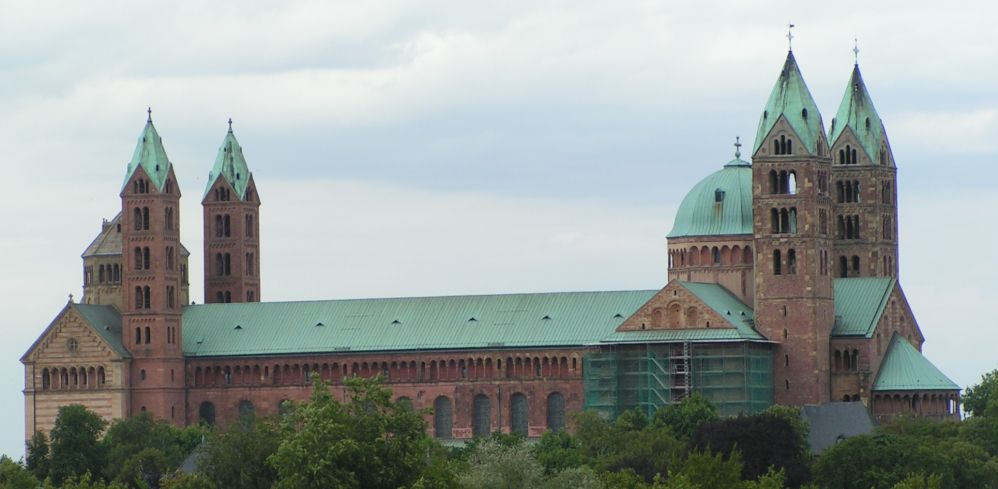
Catedral de Espira

- La iglesia de santa María del Capitolio en Colonia.
- La abadía de Santa Maria Laach (Renania-Palatinado).

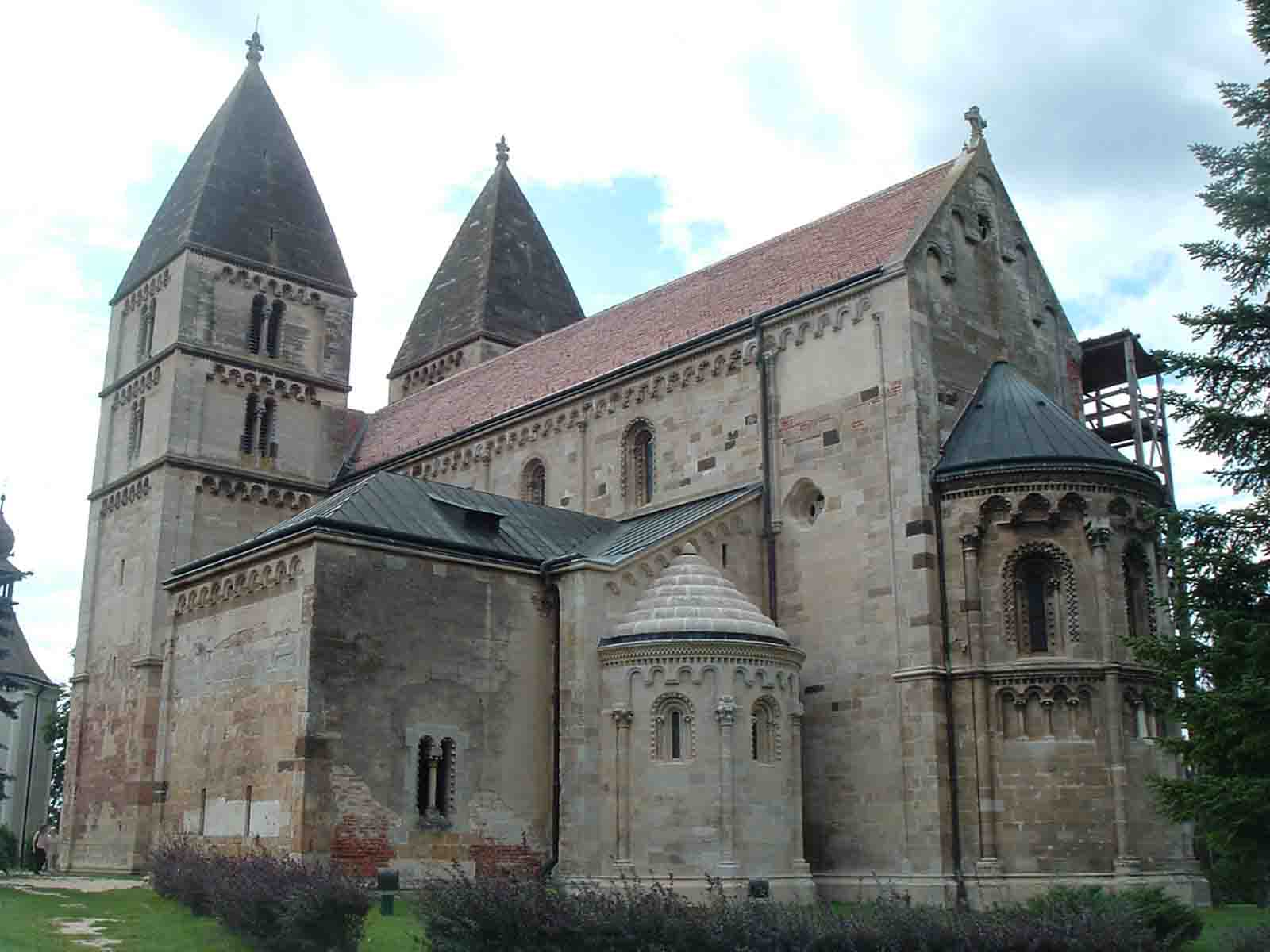
Iglesia de Ják, en Hungría, construida en el siglo XIII

## Románico húngaro
El arte románico evolucionó bajo una fuerte influencia germánica, pues luego de que los húngaros fueron cristianizados en el año 1000, paulatinamente recibieron a muchos nobles y clérigos alemanes que arribaron al reino para ocupar cargos eclesiásticos y militares. Para mediados del siglo XI resultaba frecuente en basílicas húngaras y claustros el uso de ábsides cerradas con tres arcos semicirculares colocadas en lugares con tres naves sostenidas por pilares que descansaban en soportales, caracterizado por estar cubierto por una armadura abierta, a excepción de la semicúpula que cubría el ábside. Fue muy común este estilo en las estructuras religiosas de:
- La catedral de Vác construida por el rey Géza I de Hungría alrededor de 1074.
- La iglesia benedictina de Garamszentbenedek construida también por órdenes del rey anterior cerca de 1075.
- La abadía de San Edigio en Somogyvár, fundada por el rey San Ladislao I de Hungría en 1091.

## Románico italiano
La herencia clásica y paleocristiana se dejó sentir profundamente. Como aportación original, surgió allí el «estilo lombardo», un arte prerrománico que se extendería después por otras regiones como Cataluña o Provenza. La arquitectura románica en Italia se distingue por su suntuosidad y decorativismo, a la vez que por su claridad estructural. Las portadas del románico italiano emplean con frecuencia el pórtico avanzado, llamado protiro en italiano. Algunos de los templos románicos más destacados son:
- Las catedrales de Parma, Trento y Módena.
- La basílica de San Ambrosio de Milán
- La basílica de San Zenón de Verona
- La basílica de San Miguel de Pavía
- La basílica de San Miniato al Monte, en Florencia

Sin duda, el monumento más conocido del románico italiano es la catedral de Pisa, excepcional conjunto que incluye el baptisterio, el edificio catedralicio propiamente dicho y el campanario, llamado Torre inclinada de Pisa, que sigue el modelo de torre cilíndrica con decoración de arcos llevándolo a su máxima perfección.

## Galería de imágenes

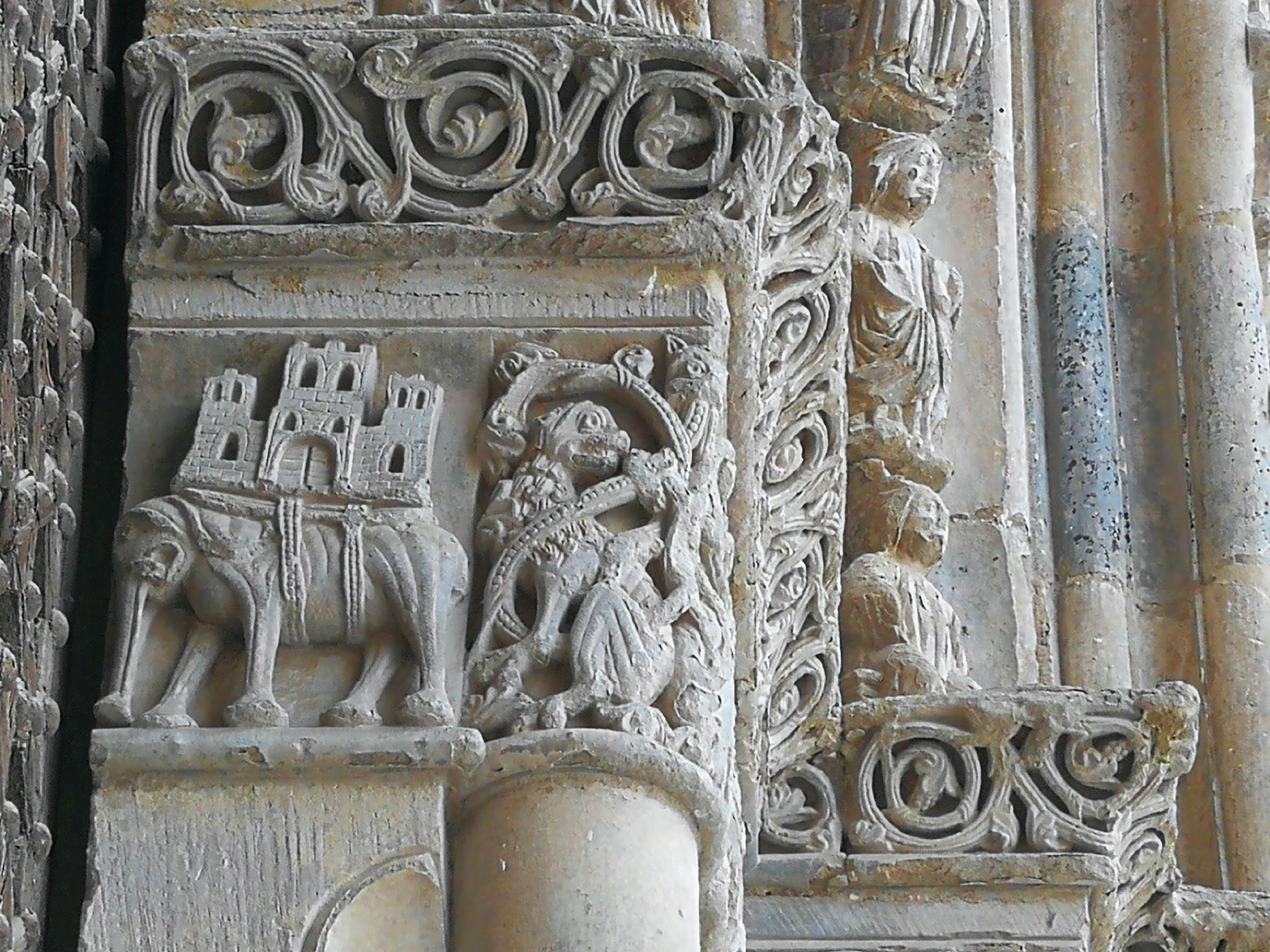
Capitel con elefante, Santa María de Agramunt, Lérida

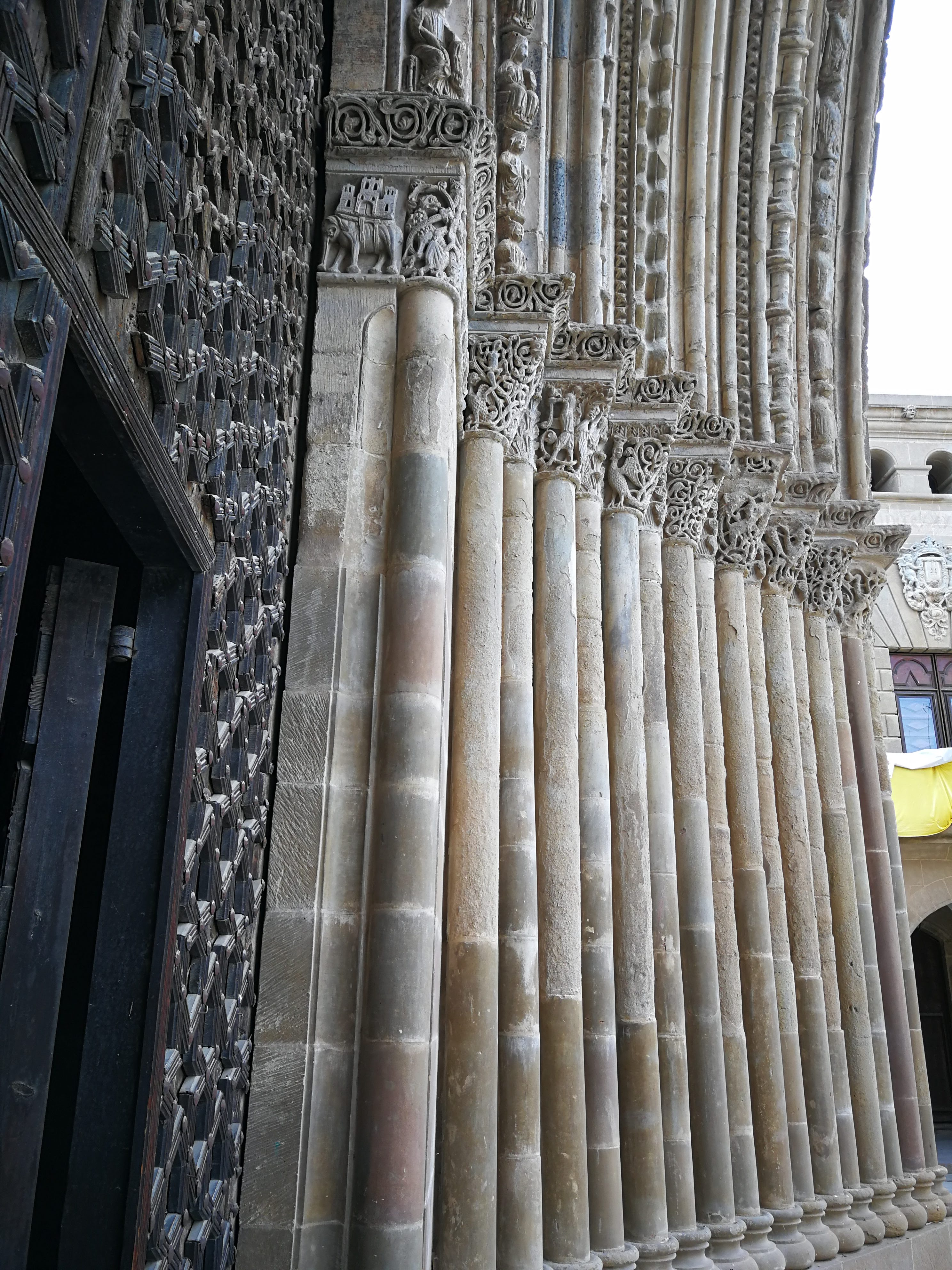
Capitel y arquivoltas, Santa María de Agramunt, Lérida
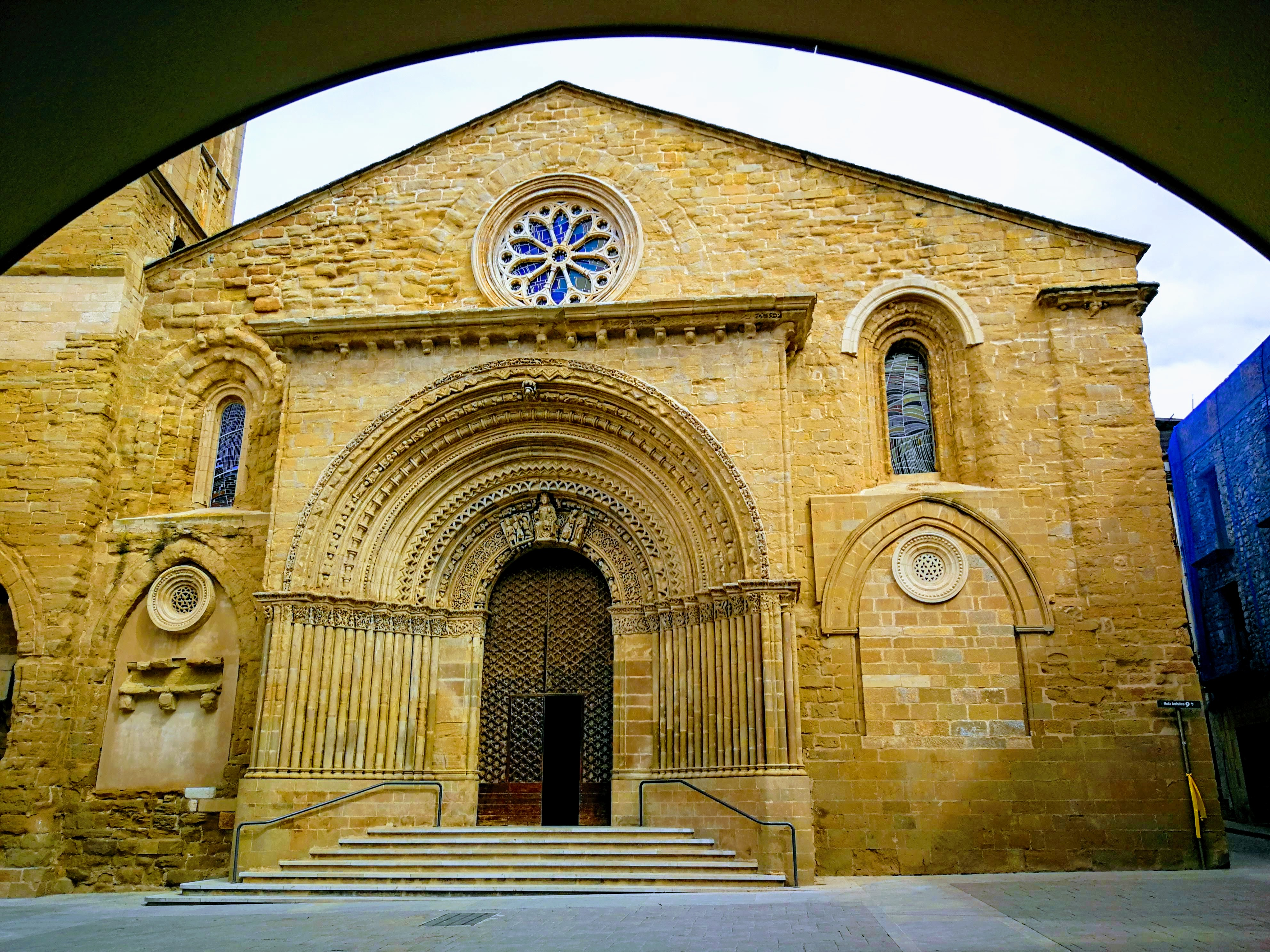
Fachada de la Iglesia de Santa Maria de Agramunt
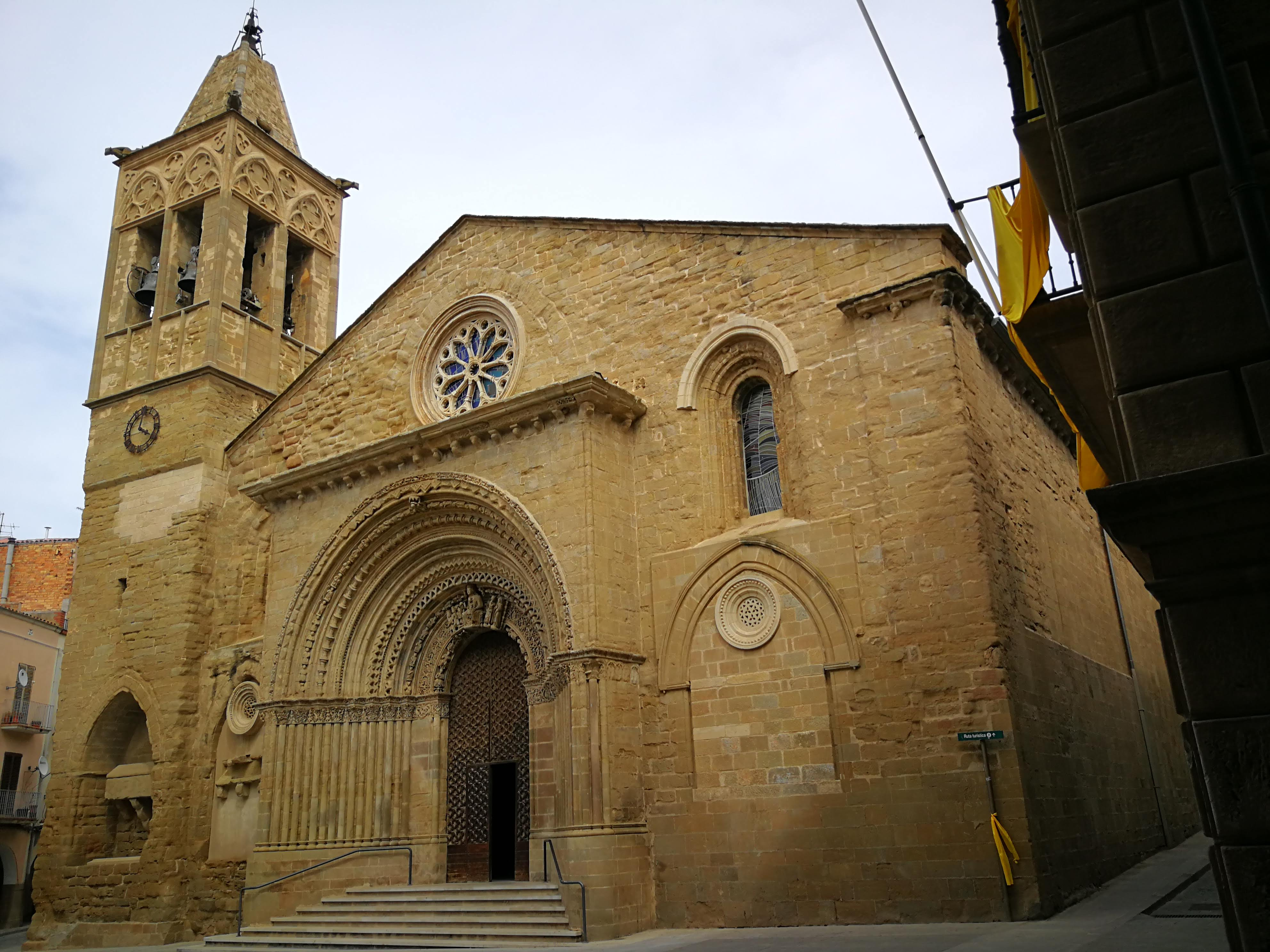
Fachada de la Iglesia de Santa Maria de Agramunt
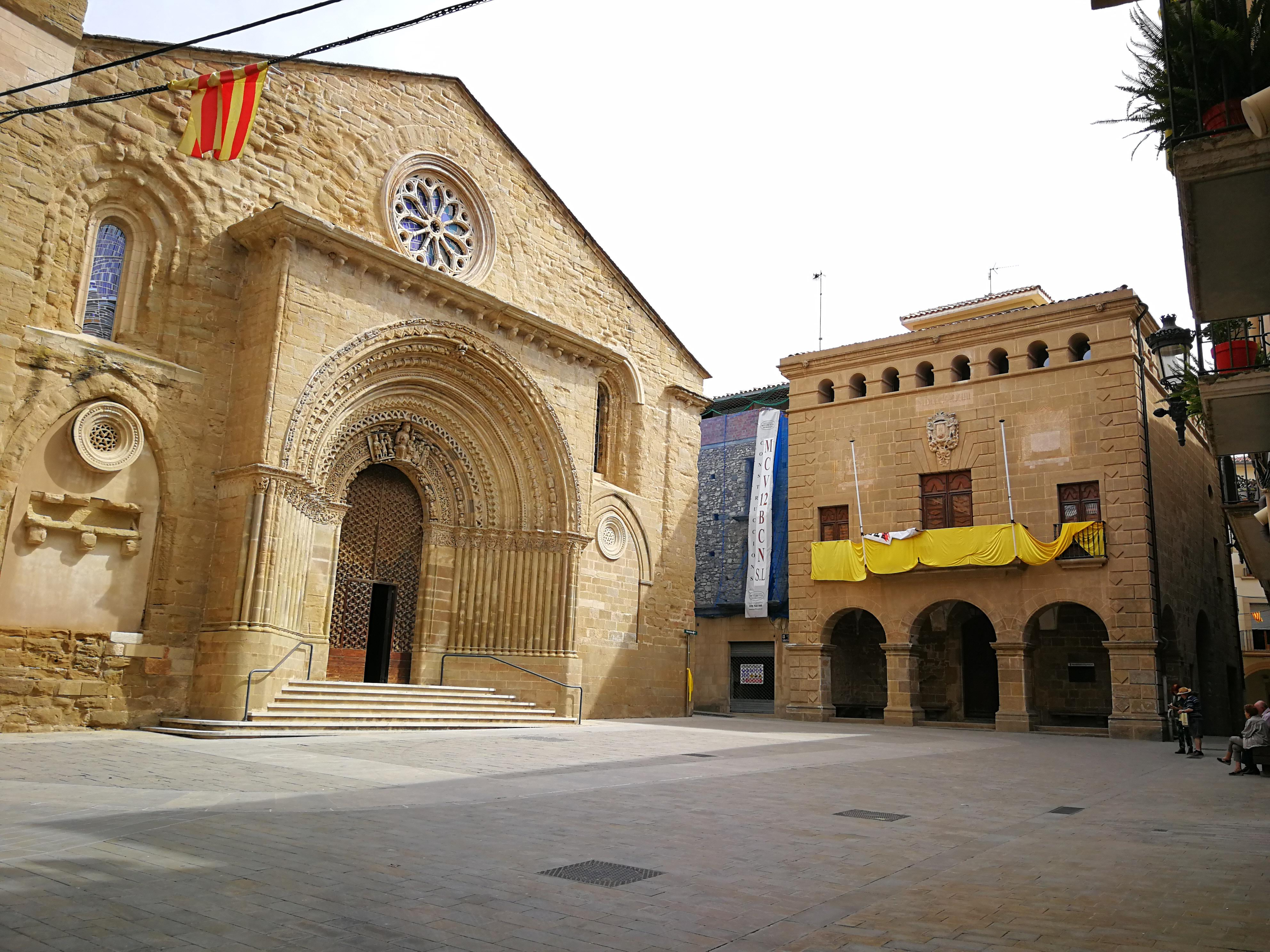
Plaza con la Iglesia de Santa María y el ayuntamiento de Agramunt, Lérida
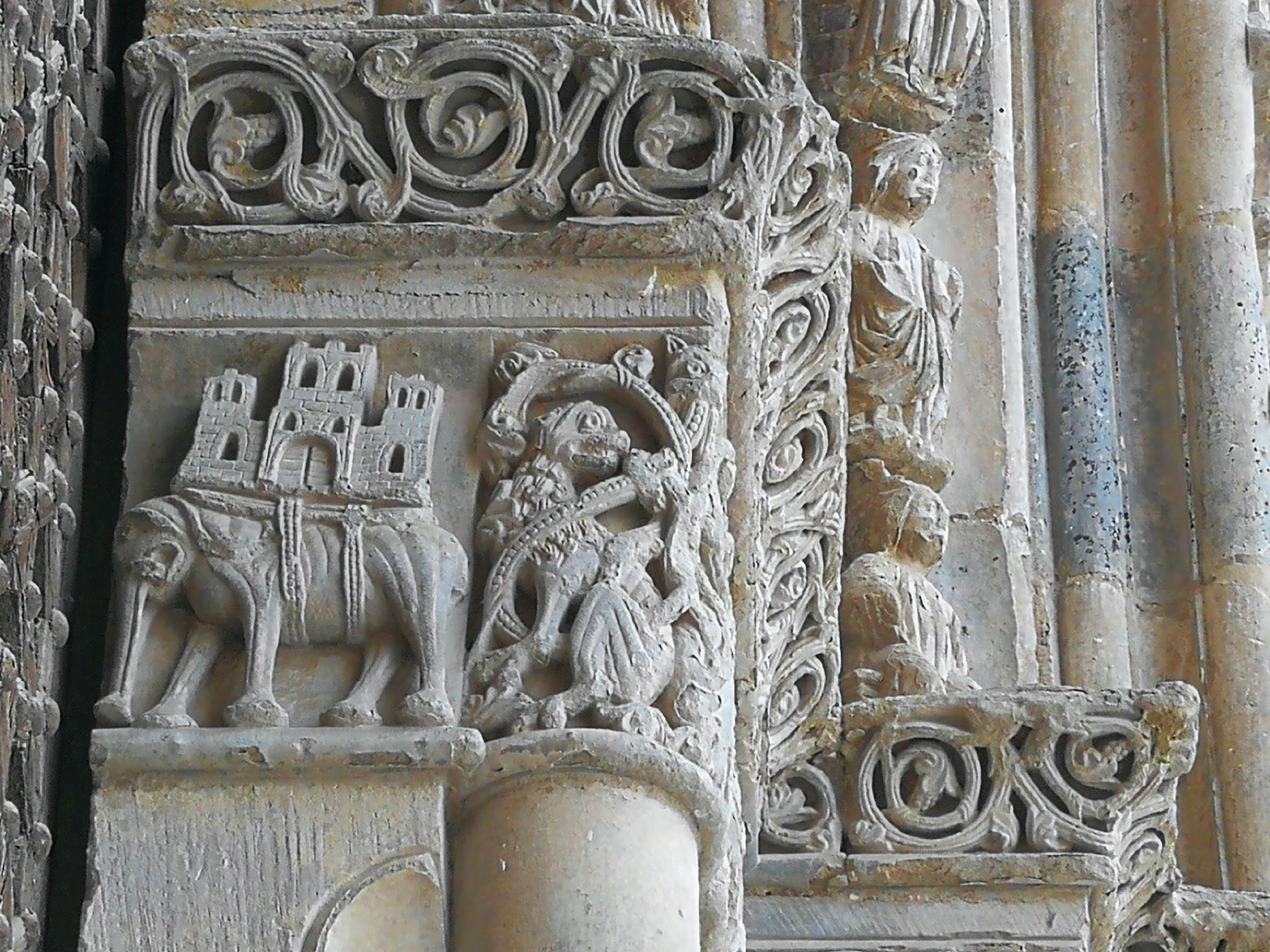
Capitel de la Iglesia de Santa María de Agramunt, Lérida